# Froelichiella grisea
Froelichiella grisea là loài thực vật có hoa thuộc họ Dền. Loài này được (Lopr.) R.E.Fr. mô tả khoa học đầu tiên năm 1921.